# Klonownica (Cicha Rzeczka)

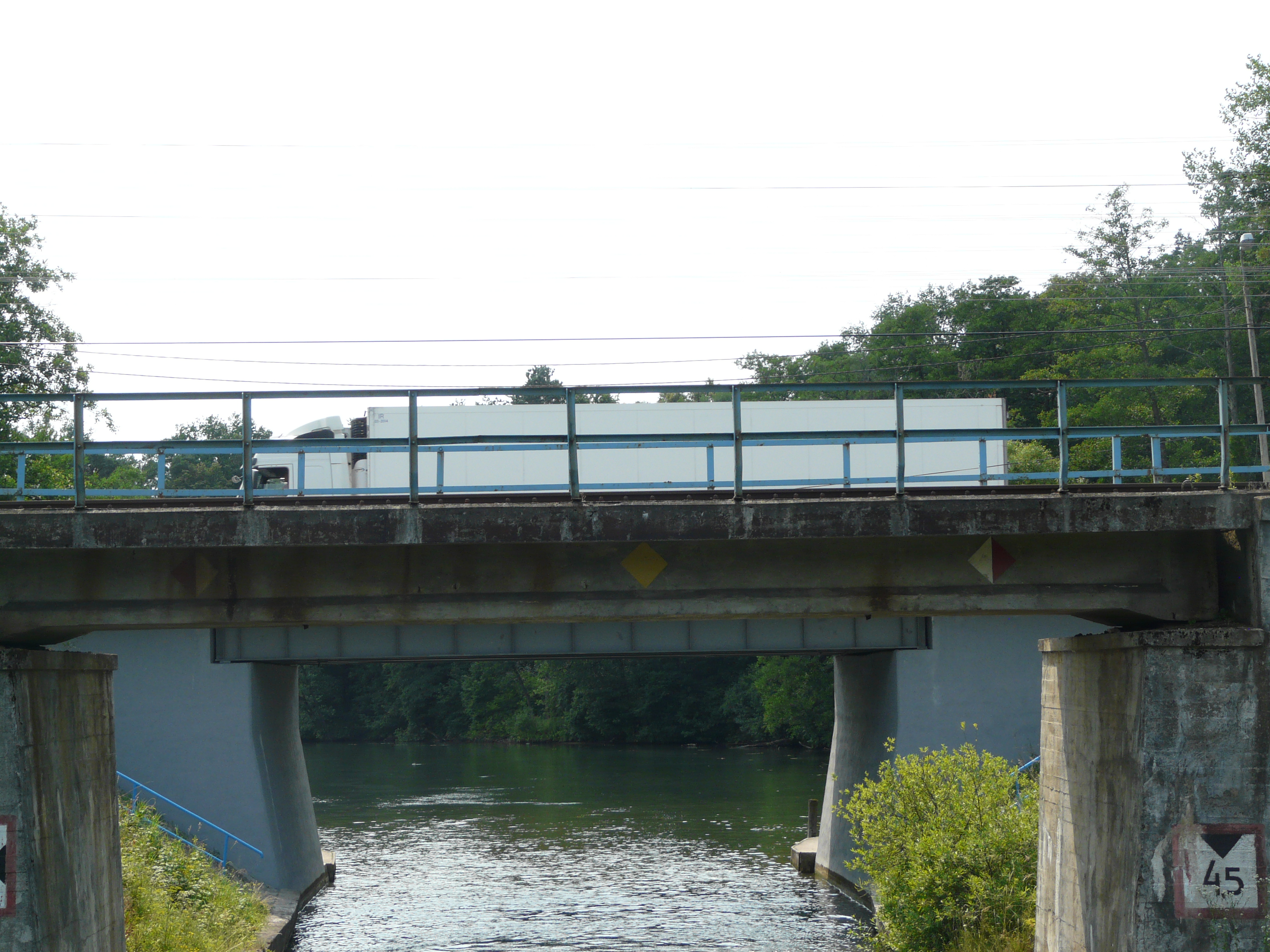
Most kolejowy i drogowy nad Klonownicą

Klonownica (Cicha Rzeka) – rzeka leżąca na granicy Augustowa i gminy Nowinka w województwie podlaskim.
Klonownica łączy jeziora Necko i Białe Augustowskie. Według różnych źródeł rzeka ma długość od 550 do 800 metrów, w związku z czym bywa nazywana najkrótszą rzeką w Polsce. Północny brzeg jest wysoki, porośnięty lasem sosnowym Puszczy Augustowskiej, południowy – niski i podmokły. Rzeka leży na szlaku Kanału Augustowskiego.
Nad Klonownicą przerzucony jest most drogowy z drogą wojewódzką nr 662 oraz kolejowy z linią kolejową nr 40. Obok rzeczki położona jest Biała Góra z Zajazdem „Hetman” (dawny Dom Turysty, projektu Macieja Nowickiego). Nad północnym brzegiem położony jest Ośrodek Wczasowy „Klonownica” oraz Leśnictwo Klonownica Nadleśnictwa Szczebra. Przez Klonownicę przepływają statki wycieczkowe Żeglugi Augustowskiej. Pod względem wędkarskim rzeka na odcinku od jez. Necko do mostu drogowego jest zarządzana przez Gospodarstwo Rybackie PZW w Suwałkach.
Nazwa Klonownica może wywodzić się nie od klonu, ale od jaćwieskiego słowa klen oznaczającego ukośny, krzywy, zaś określenie Cicha Rzeczka pochodzi od spokojnych wód rzeki otoczonej lasem. Rzeka dała też nazwę pobliskiej Klonownicy, części Augustowa.